# بالاتون‌ادریچ
بالاتون‌اِدِریچ (به مجاری: Balatonederics) یک شهرداری در مجارستان است که در ناحیه تاپولتسا واقع شده‌است. بالاتون‌ادریچ ۱۸٫۵۸ کیلومتر مربع مساحت و ۱٬۰۲۵ نفر جمعیت دارد.